# Phai Phongsathon
Phai Phongsathon (thai nyelven ไผ่ พงศธร), születési nevén Prajoon Čijan (thaiul: ประยูร ศรีจันทร์; 1982. június 12.) thai énekes.

## Diszkográfia
Stúdióalbumok
- 2006 – Fon Rin Nai Mueang Luang (ฝนรินในเมืองหลวง)
- 2007 – Kam San Ya Khong Num Ban Nok (คำสัญญาของหนุ่มบ้านนอก)
- 2008 – Yak Bok Wa Ai Ngao (อยากบอกว่าอ้ายเหงา)
- 2009 – Yak Mee Thoe Pen Fan (อยากมีเธอเป็นแฟน)
- 2009 – Mee Thoe Jueng Mee Fan (มีเธอจึงมีฝัน)
- 2017 – Rak Tae Bo Dai Plae Waa Ngo (รักแท้บ่ได้แปลว่าโง่)[5]
- 2018 – Thim Ai Wai Trong Nee La (ถิ่มอ้ายไว้ตรงนี้ล่ะ)
- 2019 – Pai Huk Kun Sa (ไปฮักกันสา)
- 2020 – Ay Keng Kador (อ้ายเก่งกะด้อ)

## Filmográfia
- 2017 – Nay Hoay Thamin